# Batiscaf Trieste
El Trieste va ser un batiscaf d'investigació oceanogràfica de disseny suís amb una tripulació de dos ocupants. El 1960 va assolir una profunditat d'immersió rècord de 10.911 m a la Fossa Challenger a la Fossa de les Mariannes, a prop de l'illa de Guam. És l'únic dispositiu tripulat que ha arribat fins allà.

## Disseny i construcció
El submarí va ser dissenyat per Auguste Piccard i el seu fill Jacques Piccard però la construcció va ser interrompuda per mor de la Segona Guerra Mundial. Així doncs, en reiniciar el seu treball al final del conflicte, el 1945 va aconseguir de fabricar una cabina en forma de bombolla, inicialment, per a un únic passatger. Millores posteriors van permetre fer encabir un segon passatger. I amb capacitat per mantenir una pressió normal en el seu interior, encara que la pressió exterior assolís la tremenda xifra de 46 megapascals, és a dir: 46 milions de pascals (Cal tenir en compte que la pressió atmosfèrica normal és de 101 kilopascals). Va ser varat per primera vegada l'agost de 1953 al Mediterrani, a prop de Nàpols, Itàlia. El consistori de la ciutat italiana de Trieste, en va finançar gran part de la construcció i així en va rebre el nom. Posteriorment va ser comprat per la marina dels Estats Units el 1958, per 250.000 dòlars per dedicar-lo a la recerca de les profunditats oceàniques.

## Expedició a la Fossa de les Mariannes
No va ser fins al 23 de gener de 1960, que va descendir per primera i única vegada a la Fossa de les Mariannes. El Trieste va ser capitanejat per Jacques Piccard, fill d'Auguste (dissenyador del batiscaf) i amb l'ajuda del tinent de la Marina dels Estats Units, Don Walsh, que també va tripular el batiscaf. El lloc del descens va ser l'extrem sud-occidental de la fossa, a uns 338 km de l'illa Guam. Els sistemes del Trieste indicaven una profunditat d'11.521 m, que després van ser revisats i va resultar ser d'11.034 metres.

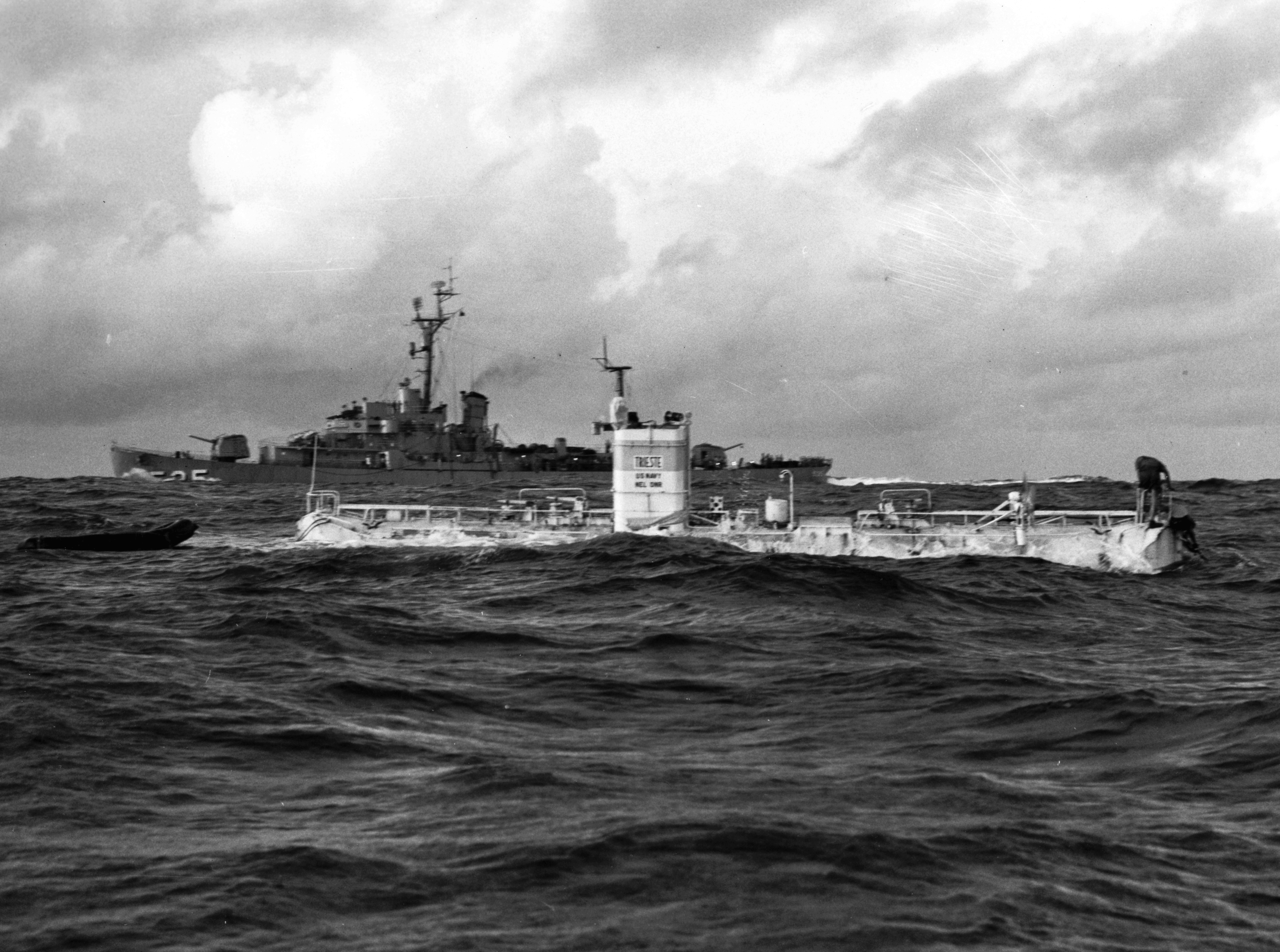
El batiscaf Trieste abans de la immersió el 23 de gener de 1960